# Тринити (округ, Техас)
Округ Тринити (англ. Trinity) — округ штата Техас Соединённых Штатов Америки. На 2000 год в нём проживало 13 779 человек. По оценке бюро переписи населения США в 2009 году население округа составляло 13 897 человек. Окружным центром является город Гровтон.

## История
Округ Тринити был сформирован в 1850 году. Он был назван в честь реки Тринити.

## География
По данным бюро переписи населения США площадь округа Тринити составляет 1849 км², из которых 1794 км² — суша, а 55 км² — водная поверхность (2,96 %).

### Основные шоссе
- Шоссе 287
- Автострада 19
- Автострада 94

### Соседние округа
- Анджелина  (северо-восток)
- Полк  (юго-восток)
- Сан-Джасинто  (юг)
- Уолкер  (юго-запад)
- Хьюстон  (северо-запад)